# لورمن (میسیسیپی)
لورمن (به انگلیسی: Lorman) یک منطقهٔ مسکونی در ایالات متحده آمریکا است که در شهرستان جفرسون، میسیسیپی واقع شده‌است. لورمن ۶۶٫۱۴ متر بالاتر از سطح دریا واقع شده‌است.